# Национално турне на Планета ТВ
Национално турне на Планета ТВ е музикално лятно турне, организирано от телевизия „Планета“ и компанията собственик на телевизията – „Пайнер мюзик“. Генерални спонсори на събитието са M-Tel (2004 – 2006) и Дерби (2007 – 2010), чиито запазени търговски марки се включват в името на турнето – „Планета Прима“ и „Планета Дерби“. Турнето трае около месец, обхващайки около 15 града в България и се превръща в едно от най-значимите събития на лятото в България. Участие вземат различен брой изпълнители на компанията, които изпълняват нови и стари песни. В предиода 2011 – 2013 г. националното турне не се провежда. След 3-годишно прекъсване през лятото на 2014 г. то се подновява под ново име „Планета Лято“.

## Планета Прима 2004
На 1 август стартира национално турне на „Планета Прима 2004“ с участието на осем изпълнители на Пайнер и Планета ТВ. През месец август има концерти в най-големите градове на България. Мястото на всеки концерт е най-големият стадион в съответния град. Началото на концертите е в 20.00 часа. 
На концертите от лятното турне, всеки изпълнител участва с микс от най-известните си и една нова песен, в блокове по около 20 минути.  Статистиката за посещаемостта на концертите сочи, че на стадионите във всеки град се събират средно по 10 000 – 15 000 зрители. 
Включени са много светлинни ефекти (включително и заря), с танци участва балет „Магия“. Водещ на концертите е актьорът Иван Балсамаджиев, режисьор е Людмил Иларионов.

### Изпълнители
- Анелия
- Гергана
- Глория
- Емилия
- Камелия
- Малина
- Мария
- Райна

### Дати на турнето
| Дата           | Град         | Място на провеждане             |
| -------------- | ------------ | ------------------------------- |
| 1 август 2004  | Видин        | стадион „Георги Бенковски“      |
| 3 август 2004  | Враца        | стадион „Христо Ботев“          |
| 5 август 2004  | Плевен       | стадион „Плевен“                |
| 7 август 2004  | Габрово      | стадион „Христо Ботев“          |
| 9 август 2004  | Русе         | комплекс Ялта, градския стадион |
| 11 август 2004 | Шумен        | стадион „Панайот Волов“         |
| 13 август 2004 | Варна        | стадион „Варна“                 |
| 15 август 2004 | Бургас       | стадион „Нефтохимик“            |
| 17 август 2004 | Сливен       | стадион „Хаджи Димитър“         |
| 19 август 2004 | Стара Загора | стадион „Локомотив“             |
| 21 август 2004 | Димитровград | стадион „Миньор“                |
| 23 август 2004 | Хасково      | стадион „Димитър Канев“         |
| 25 август 2004 | Пловдив      | стадион „Ботев“                 |
| 27 август 2004 | Благоевград  | стадион „Христо Ботев“          |
| 29 август 2004 | Перник       | стадион „Металург“              |

## Планета Прима 2005
От 10 август стартира национално турне на „Планета Прима 2005“ с участието на осем изпълнители на Пайнер и Планета ТВ. През месец август има концерти в най-големите градове на България. Мястото на всеки концерт е най-големият стадион в съответния град. Началото на концертите е в 20.00 часа. 
Три балета допълват представлението на сцената. Водещ на концертите е Драгомир Драганов.  Дебютанти на турнето са Вероника, Ивана и Преслава.

### Изпълнители
- Вероника
- Гергана
- Емилия
- Ивана
- Камелия
- Малина
- Мария
- Преслава

### Гост изпълнители
- Амет във Видин, Шумен, Сливен и Пазарджик
- Анелия във Варна и Пловдив
- Близнаците в Русе
- Есил Дюран в Хасково
- Магда в Бургас, Плевен и Стара Загора
- Осем осем в Стара Загора, Благоевград и Дупница
- Нелина в Русе

### Дати на турнето
| Дата             | Град         | Място на провеждане             |
| ---------------- | ------------ | ------------------------------- |
| 10 август 2005   | Видин        | стадион „Георги Бенковски“      |
| 12 август 2005   | Враца        | стадион „Христо Ботев“          |
| 14 август 2005   | Плевен       | стадион „Плевен“                |
| 16 август 2005   | Габрово      | стадион „Христо Ботев“          |
| 18 август 2005   | Русе         | комплекс Ялта, градския стадион |
| 20 август 2005   | Варна        | стадион „Варна“                 |
| 22 август 2005   | Шумен        | стадион „Панайот Волов“         |
| 24 август 2005   | Бургас       | стадион „Нефтохимик“            |
| 26 август 2005   | Сливен       | стадион „Хаджи Димитър“         |
| 28 август 2005   | Стара Загора | стадион „Берое“                 |
| 30 август 2005   | Хасково      | стадион „Димитър Канев“         |
| 1 септември 2005 | Пловдив      | стадион „Ботев“                 |
| 3 септември 2005 | Пазарджик    | стадион „Георги Бенковски“      |
| 5 септември 2005 | Благоевград  | стадион „Христо Ботев“          |
| 7 септември 2005 | Дупница      | стадион „Бончук“                |

## Планета Прима 2006
В националното турне „Планета Прима 2006“ участват осем изпълнители на музикална компания „Пайнер“. 
При участието си в спектакъла всяка от звездите изпълнява 20-минутен микс от свои песни. Три балета участват на сцената – балет „Магия“, балет „Модел“ и балет „Ню Екс“. Водещ на концертите е отново Драгомир Драганов. 
Общата озвучителна мощ е близо 80 киловата и има повече от петстотин осветителни тела. Четири тира пренасят тоновете оборудване. Керванът се допълва от 5 лекотоварни камиона, автобус, 5 пътнически микробуса и около 40 леки автомобила. Над 150 души технически персонал се грижат за всичко свързано с шоуто. Всеки ден, независимо дали вечерта ще има концерт, екипи на „Планета“ ТВ документират ставащото в концертните градове. Всяка вечер музикалният канал излъчва половинчасови репортажи за зрителите си. 

### Изпълнители
- Анелия
- Гергана
- Емилия
- Ивана
- Камелия
- Малина
- Преслава
- Райна

### Завинаги в сърцето
През 2006 музикална компания „Пайнер“ обявява конкурс за специална песен по повод третото издание на националното лятно турне. Печели песента „Завинаги в сърцето“ по музика на Мартин Биолчев, аранжимент на Огнян Тодоров и текст на Мариета Ангелова.

### Гост изпълнители
- Борис Дали в Благоевград
- Димана в Хасково
- Мария в Хасково

### Дати на турнето
| Дата           | Град         | Място на провеждане             |
| -------------- | ------------ | ------------------------------- |
| 1 август 2006  | Видин        | стадион „Георги Бенковски“      |
| 3 август 2006  | Враца        | стадион „Христо Ботев“          |
| 5 август 2006  | Плевен       | стадион „Плевен“                |
| 7 август 2006  | Габрово      | стадион „Христо Ботев“          |
| 9 август 2006  | Русе         | комплекс Ялта, градския стадион |
| 11 август 2006 | Шумен        | стадион „Панайот Волов“         |
| 13 август 2006 | Варна        | стадион „Варна“                 |
| 15 август 2006 | Бургас       | стадион „Черноморец“            |
| 17 август 2006 | Сливен       | „Военен стадион“                |
| 19 август 2006 | Стара Загора | стадион „Локомотив“             |
| 21 август 2006 | Хасково      | стадион „Димитър Канев“         |
| 23 август 2006 | Пловдив      | стадион „Христо Ботев“          |
| 25 август 2006 | Пазарджик    | стадион „Георги Бенковски“      |
| 27 август 2006 | Дупница      | стадион „Бончук“                |
| 29 август 2006 | Благоевград  | стадион „Христо Ботев“          |

## Планета Дерби 2007
Националното турне „Планета Дерби 2007“ се провежда на стадионите в 11 български града. 11 изпълнители на музикална компания „Пайнер“ изпълняват свои песни.
Дебютанти на турнето са Борис Дали, Галена и Константин. При участието си, всеки от участниците изпълнява свои песни. Четири балета участват на сцената. Водещ на концертите е DJ Живко Микс.

### Изпълнители
- Анелия
- Борис Дали
- Галена
- Гергана
- Емилия
- Ивана
- Камелия
- Константин
- Малина
- Преслава
- Райна

### Дати на турнето
| Дата           | Град           | Място на провеждане             |
| -------------- | -------------- | ------------------------------- |
| 25 юли 2007    | Враца          | стадион „Христо Ботев“          |
| 27 юли 2007    | Плевен         | стадион „Плевен“                |
| 29 юли 2007    | Велико Търново | стадион „Ивайло“                |
| 31 юли 2007    | Русе           | комплекс Ялта, градския стадион |
| 2 август 2007  | Шумен          | стадион „Панайот Волов“         |
| 4 август 2007  | Варна          | стадион „Варна“                 |
| 7 август 2007  | Стара Загора   | стадион „Берое“                 |
| 9 август 2007  | Пловдив        | стадион „Христо Ботев“          |
| 11 август 2007 | Пазарджик      | стадион „Георги Бенковски“      |
| 13 август 2007 | Дупница        | стадион „Бончук“                |
| 15 август 2007 | Благоевград    | стадион „Христо Ботев“          |

## Планета Дерби Плюс 2008
Националното турне „Планета Дерби Плюс 2008“ стартира на 17 юли от Видин и преминава през стадионите на 15 български града. В петото издание на турнето участват 11 изпълнители на музикалната компания. Четири балета допълват сцената, а водещи на концертите са DJ Живко Микс и Цвети от Expose. Дебютанти на турнето са Андреа, Джена, Елена и Есил Дюран.

### Изпълнители
- Андреа
- Анелия
- Борис Дали
- Галена
- Джена
- Елена
- Есил Дюран
- Камелия
- Константин
- Преслава
- Райна

### Дати на турнето
| Дата           | Град           | Място на провеждане             |
| -------------- | -------------- | ------------------------------- |
| 17 юли 2008    | Видин          | стадион „Георги Бенковски“      |
| 19 юли 2008    | Враца          | стадион „Христо Ботев“          |
| 21 юли 2008    | Плевен         | стадион „Плевен“                |
| 23 юли 2008    | Велико Търново | стадион „Ивайло“                |
| 25 юли 2008    | Русе           | комплекс Ялта, градския стадион |
| 27 юли 2008    | Шумен          | стадион „Панайот Волов“         |
| 29 юли 2008    | Варна          | стадион „Спартак“               |
| 31 юли 2008    | Бургас         | стадион „Черноморец“            |
| 3 август 2008  | Стара Загора   | стадион „Берое“                 |
| 5 август 2008  | Хасково        | стадион „Димитър Канев“         |
| 7 август 2008  | Кърджали       | стадион „Дружба“                |
| 9 август 2008  | Пазарджик      | стадион „Георги Бенковски“      |
| 11 август 2008 | Пловдив        | стадион „Локомотив“             |
| 13 август 2008 | Дупница        | стадион „Бончук“                |
| 15 август 2008 | Благоевград    | стадион „Христо Ботев“          |

## Планета Дерби 2009
„Планета Дерби 2009“ стартира на 15 юли от Монтана, град, който за първи път е домакин на подобно събитие. Повечето концерти са на централните площади. За първа година концертите са безплатни. Режисьор на турнето отново е Люси. Водещ на шестото издание на турнето е Атанас Михайлов  За първа година е обявен и конкурсът „Сбъдни мечтата си с Дерби“. Във всеки от градовете-домакини кандидати за изпълнители имат шанс да се явят на кастинг пред участниците в турнето. В деня на концертите професионално жури с председател, един от изпълнителите в турнето определя най-добре пеещият талант. Дебютант на турнето е Илиян.

### Изпълнители
- Андреа
- Анелия
- Борис Дали
- Джена
- Елена
- Емилия
- Илиян
- Камелия
- Константин
- Мария
- Райна
- Преслава

### Дати на турнето
| Дата          | Град           | Място на провеждане        |
| ------------- | -------------- | -------------------------- |
| 15 юли 2009   | Монтана        | площад „Жеравица“          |
| 17 юли 2009   | Плевен         | площад „Възраждане“        |
| 19 юли 2009   | Велико Търново | стадион „Ивайло“           |
| 21 юли 2009   | Русе           | площад „Свобода“           |
| 23 юли 2009   | Варна          | приморски парк, Амфитеатър |
| 25 юли 2009   | Бургас         | градски стадион            |
| 27 юли 2009   | Стара Загора   | стадион „Берое“            |
| 29 юли 2009   | Кърджали       | стадион „Дружба“           |
| 31 юли 2009   | Пловдив        | стадион „Локомотив“        |
| 2 август 2009 | Благоевград    | площад „Георги Измирлиев“  |

## Планета Дерби 2010
Planeta Derby 2010 стартира на 15 юли във Видин. Общо 15 града посрещат звездите на България. Концертите отново са на централните площади в градовете. За втора поредна година билети няма, защото концертите са безплатни. Всяка от певиците подготвя строга тайна своята поява и своето шоу, за да порази и въодушеви публиката. Както винаги и няколко балетни формации са част от красивата атракция. Водещ на спектаклите отново е Атанас Михайлов. Дебютант на турнето е Цветелина Янева.

### Изпълнители
- Андреа
- Анелия
- Борис Дали
- Галена
- Джена
- Елена
- Емилия
- Илиян
- Константин
- Малина
- Мария
- Преслава
- Цветелина Янева

### Гост изпълнители
- Милко Калайджиев в Пловдив
- Райна в Пловдив
- Траяна в Пловдив
- Яница в Пловдив

### Дати на турнето
| Дата           | Град           | Място на провеждане        |
| -------------- | -------------- | -------------------------- |
| 15 юли 2010    | Видин          | централен площад „Бдинци“  |
| 17 юли 2010    | Ботевград      | градски парк               |
| 19 юли 2010    | Плевен         | стадион „Плевен“           |
| 21 юли 2010    | Велико Търново | стадион „Ивайло“           |
| 23 юли 2010    | Русе           | площад „Свобода“           |
| 25 юли 2010    | Търговище      | градски площад             |
| 27 юли 2010    | Варна          | приморски парк, Амфитеатър |
| 29 юли 2010    | Несебър        | градски стадион            |
| 31 юли 2010    | Ямбол          | площад пред общината       |
| 2 август 2010  | Стара Загора   | централен площад           |
| 4 август 2010  | Пловдив        | централен площад           |
| 6 август 2010  | Хасково        | стадион „Димитър Канев“    |
| 8 август 2010  | Смолян         | амфитеатър                 |
| 10 август 2010 | Пазарджик      | стадион „Георги Бенковски“ |
| 12 август 2010 | Благоевград    | площад „Георги Измирлиев“  |

## Планета Лято 2014
На 1 август стартира дългоочакваното лятно турне Планета Лято 2014. Музикална компания „Пайнер“ реши то да премине през пет града и да представи най-големите хитове не само от тази, но и от последните 2 – 3 години. И това е напълно обяснимо, защото лятно турне телевизия „Планета“ не е правила от 2010 година. Всеки от изпълнителите, участващи в концерта работи упорито над индивидуалното си шоу, с което се постара да впечатли публиката. И този път концертите са напълно безплатни за многобройните фенове на попфолка и се провеждат на градските площади в градовете-домакини. Водещ на концертите е отново Атанас Михайлов. Дебютанти на турнето са Галин, Кали и Фики.

### Изпълнители
- Андреа
- Анелия
- Борис Дали
- Галена
- Галин
- Джена
- Емилия
- Илиян
- Кали
- Константин
- Малина
- Мария
- Преслава
- Цветелина Янева
- Фики

### Гост изпълнители
- Ани Хоанг в Бургас
- Кристиана в Бургас
- Сиана в Бургас

### Дати на турнето
| Дата          | Град         | Място на провеждане        |
| ------------- | ------------ | -------------------------- |
| 1 август 2014 | Русе         | стадион „Дунав“            |
| 3 август 2014 | Варна        | приморски парк, Амфитеатър |
| 5 август 2014 | Бургас       | централен градски плаж     |
| 7 август 2014 | Стара Загора | централен площад           |
| 9 август 2014 | Благоевград  | площад „Георги Измирлиев“  |